# Manapiare (rijeka)
Manapiare je rijeka u Venezueli. Pritoka je rijeke Ventuari i pripada porječju rijeke Orinoco.